# Lignières (Aube)
Lignières – miejscowość i gmina we Francji, w regionie Grand Est, w departamencie Aube.
Według danych na rok 1990 gminę zamieszkiwało 230 osób, a gęstość zaludnienia wynosiła 9 osób/km².

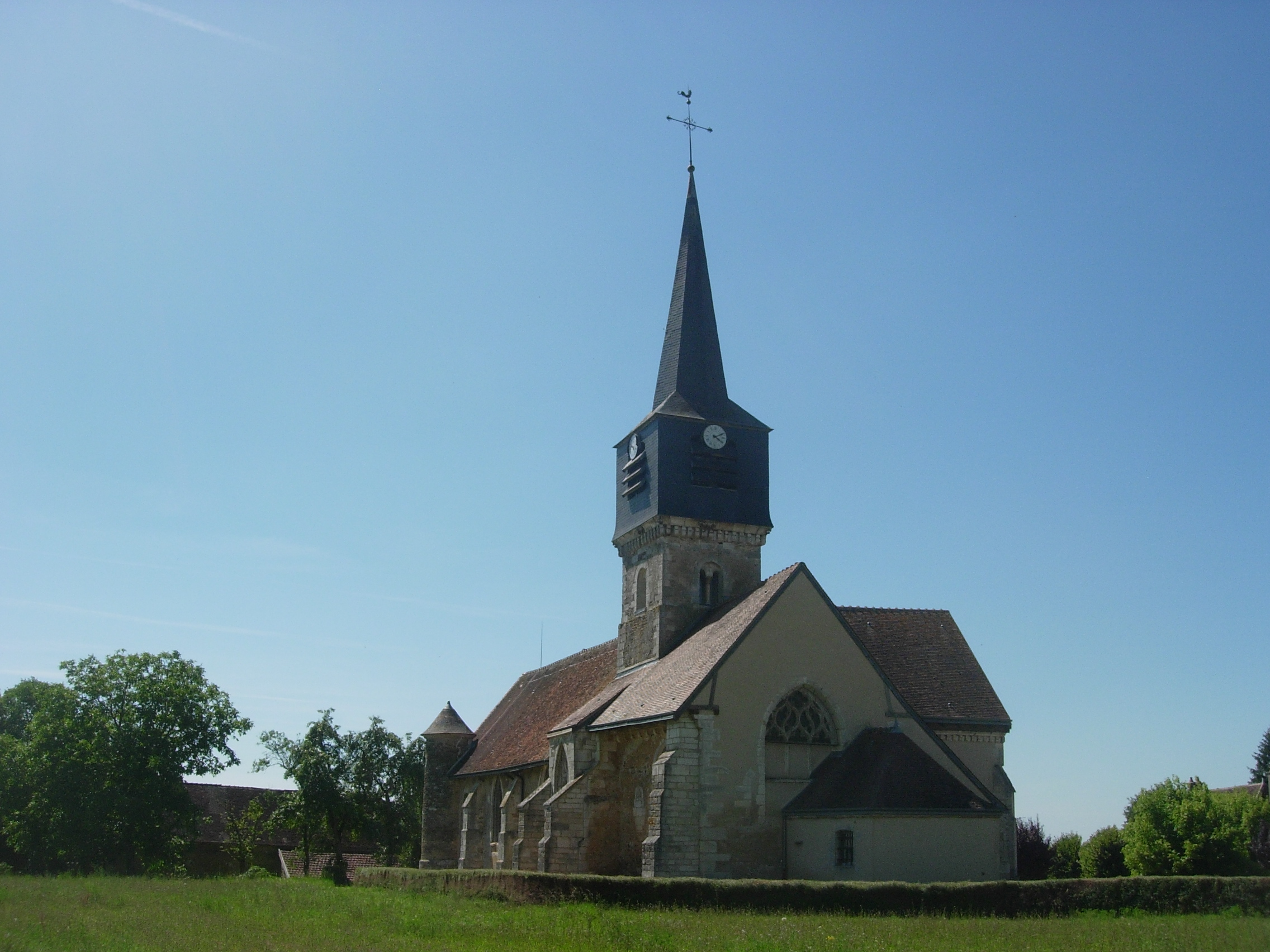
Kościół w Lignières, 2011